# Сайпресс (Калифорния)
Сайпресс (англ. Cypress) — город в округе Ориндж в штате Калифорния в Соединённых Штатах Америки.
Согласно данным переписи населения США 2020 года число жителей города 
составляло 50 151 человек, что, для такого небольшого населённого пункта, существенно больше (+ 4.9%), чем было во время предыдущей переписи проводившейся в 2010 году (47 802 человек).

## История
Первоначально поселение называлось «Waterville» из-за обилия артезианских скважин в этом районе, но был включен реестр штата под названием «Dairy City» в 1956 году местными фермерами-молочниками, которые хотели так отпугнуть застройщиков и сохранить свои молочные фермы, как и в тогдашних соседних поселениях Dairy Valley (ныне Серритоса) и Dairyland (ныне часть Ла-Пальмы). Однако их усилия оказались тщетными; после Второй мировой войны земля стала слишком ценной для фермерства или скотоводства, и сельскохозяйственные угодья постепенно были проданы застройщикам жилья. Многие фермеры перенесли свою деятельность в Чино, где, по мере застройки округа, эта история повторяется снова.
В 1957 году местные жители проголосовали за изменение названия «Dairy City» на «Cypress». Название было взято от начальной школы города построенной в 1895 году, которая получила свое название от кипарисов, посаженных для защиты учебного заведения от сезонных ветров Санта-Ана.
Ежегодно (с 1981 года) в 4-ю субботу июля в парке Oak Knoll, в честь дня рождения города, проводится Cypress Community Festival, который является крупнейшим однодневным мероприятием такого рода в округе Ориндж.
В городе расположена штаб-квартира компании Real Mex Restaurants.
Ипподром Лос-Аламитос находится в Сайпрессе, хотя и носит имя соседнего города.

## География
Согласно данным Бюро переписи населения США, общая площадь города составляет 6,6 квадратных мили (17,1 км2); из них 6,6 квадратных мили (17,0 км2) занимает суша, а 0,14% приходится на водную поверхность.